# فرانسيسكو أومبرال
فرانسيسكو أومبرال (بالإسبانية: Francisco Umbral) ـ ولد باسم فرانسيسكو بيريث مارتينيث (بالإسبانية: Francisco Pérez Martínez) ـ (11 مايو 1932 ـ 28 أغسطس 2007) هو صحفي وروائي وكاتب سيرة وكاتب مقالات إسباني. حصل على جائزة نادال سنة 1975، وجائزة ميغيل دي ثيربانتس سنة 2000.

## روابط خارجية
- فرانسيسكو أومبرال على موقع IMDb (الإنجليزية)
- فرانسيسكو أومبرال على موقع ديسكوغز (الإنجليزية)